# Čejetice
Čejetice falu és önkormányzat (obec) Csehország Dél-csehországi kerületének Strakonicei járásában. Területe 21,04 km², lakosainak száma 926 (2008. 12. 31). A falu Strakonicétől mintegy 9 km-re keletre, České Budějovicétől 46 km-re északnyugatra, és Prágától 97 km-re délre fekszik.
A település első írásos említése 1289-ből származik.

## Az önkormányzathoz tartozó települések
- Čejetice
- Mladějovice
- Sedliště
- Sedlíkovice
- Sudoměř

## Népesség
A település népessége az elmúlt években az alábbi módon változott:
| Lakosok száma | 1267 | 1395 | 1358 | 1116 | 896  | 854  | 903  | 915  | 912  | 922  |
|               | 1869 | 1890 | 1921 | 1950 | 1980 | 2001 | 2017 | 2019 | 2022 | 2024 |